# Friedrich von Wurmb
Christoph Carl Friedrich von Wurmb (* 2. Juli 1742 in Wolkramshausen; † März 1781 in Batavia) war ein deutscher Botaniker. Er war auch unter dem Namen Frederick van Wurmb bekannt. Sein offizielles botanisches Autorenkürzel lautet „Wurmb“.

## Leben und Wirken

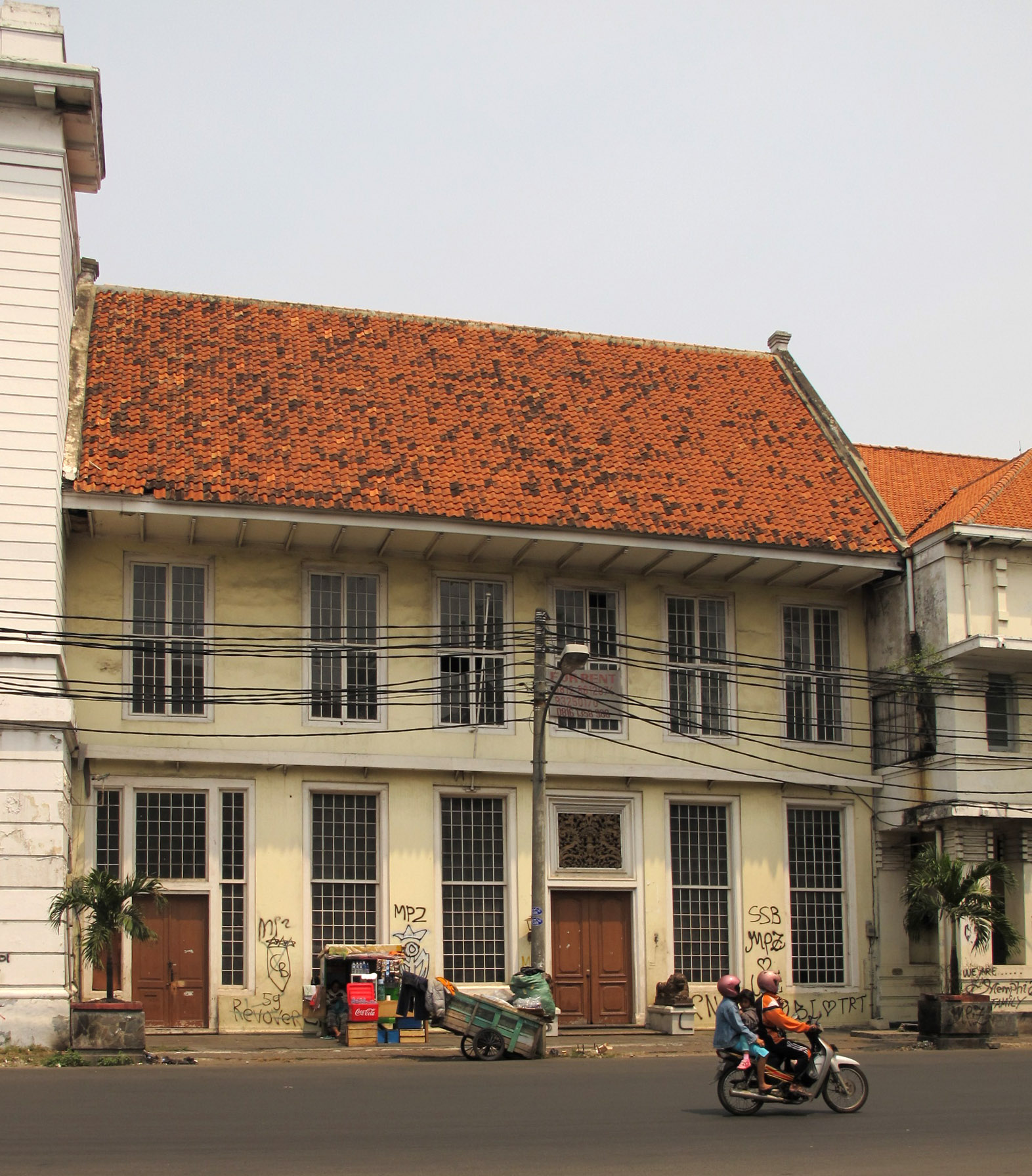
„Baron Friedrich von Wurmb Huis“ an der westlichen Seite des Großen Kanals (Kali Besar)

Carl Friedrich von Wurmb stammte aus Thüringen, aus der adligen Familie von Wurmb. Seine Eltern waren der kurfürstlich sächsische Hauptmann Gottfried von Wurmb (1704–1743), der bald nach seiner Geburt starb, und Luise von Wolzogen (1717–1763). Sein älterer Bruder Ludwig von Wurmb (1740–1811) war später Landeshauptmann und Major in Rudolstadt, seine jüngere Schwester  Luise Juliane  (1743–1823) heiratete den Reschwitz-Rudolstädter Oberlandjägermeister und Forstwissenschaftler Carl Christoph von Lengefeld (1715–1775) und brachte zwei berühmte Töchter, Caroline (1763–1847) und Charlotte (1766–1822), zur Welt.
Als sich sein Bruder Ludwig und er selbst in dieselbe Frau, Christiane von Werthern (1750–1778), verliebten, entschied sich Carl Friedrich, Frau von Werthern in die Hände seines Bruders zu geben und das Land zu verlassen. Entsprechend ging er im Herbst 1774 als Unterkaufmann der Niederländischen Ostindien-Kompanie über Amsterdam nach Java. Sein Bruder heiratete Frau von Werthern im Juni 1776, und der Schwiegersohn seiner Schwester, Friedrich Schiller, schrieb über diese Episode seine Kurzgeschichte Eine großmütige Handlung.
Carl Friedrich von Wurmb residierte in Batavia; sein Haus ist erhalten geblieben. Es liegt zwei Gebäude vom „Imhoff-Haus“ entfernt; vor dem Eingang stehen zwei Löwenskulpturen. Wurmb war einer der Begründer der Königlich Batavischen Gesellschaft der Künste und Wissenschaften, war als Sekretär der Gesellschaft tätig und publizierte in ihren Verhandlungen, so zur Taxonomie der Palmen und über einen gerade erlegten Borneo-Orang-Utan. Seine Sammlungen bilden die Grundlage des heutigen Nationalmuseums und der Nationalbibliothek Indonesiens.

## Ehrungen
Die Gattung Wurmbea Thunb. aus der Pflanzenfamilie der Zeitlosengewächse (Colchicaceae) ist ihm zu Ehren benannt worden.

## Werke
- Briefe des Herrn von Wurmb und des Herrn Baron von Wollzogen auf ihren Reisen nach Afrika und Ostindien in den Jahren 1774 bis 1792. Carl Wilhelm Ettinger, Gotha 1794 (Digitalisat).
Die erste Abteilung dieses Werks enthält Briefe Wurmbs an seinen Bruder und dessen Frau, die zweite Abteilung umfasst Briefe von Karl von Wolzogen (1764–1808), eines Bruders von Ludwig von Wolzogen, aus den Jahren 1788 bis 1792.
- Merkwürdigkeiten aus Ostindien, die Länder-, Völker-Kunde und Naturgeschichte betreffend; aus den Papieren des in Diensten der Holländischen Compagnie gestandenen Herrn von Wurmb und andern sichern Quellen herausgegeben vom Major von Wurmb. Carl Wilhelm Ettinger, Gotha 1797.